# 科西哈區

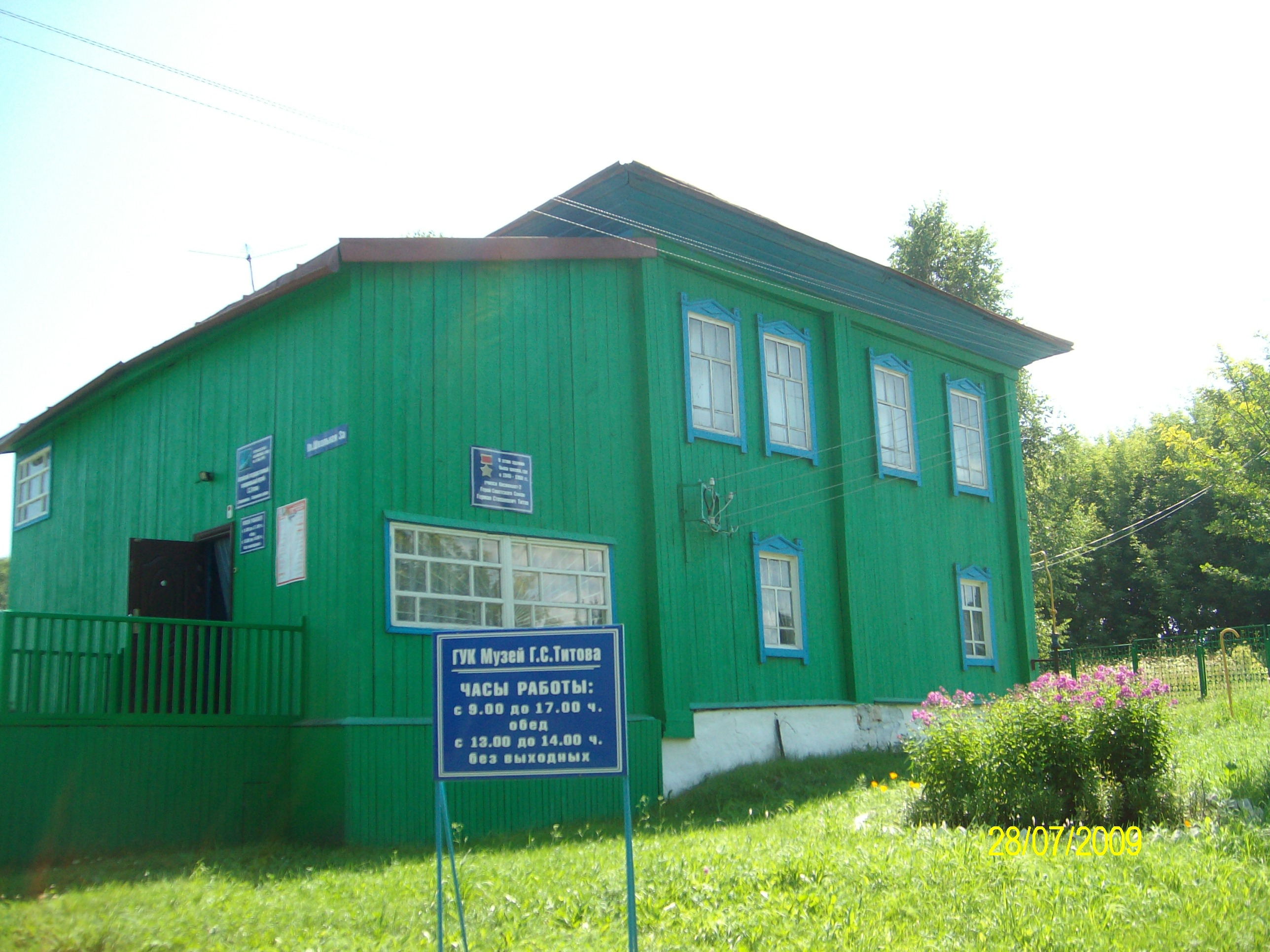

53°21′36″N 84°35′03″E / 53.36000°N 84.58417°E
科西哈區（俄语：Косихинский район），是俄羅斯的一個區，位於該國南部，由阿爾泰邊疆區負責管轄，面積1,877平方公里，2010年人口17,927，人口密度每平方公里9.6人。